# Fontafie
Fontafie (en occitan Fontafia) est une agglomération d'origine ouvrière du département de la Charente, dans la région Nouvelle-Aquitaine.
Située à l'est du département non loin de la Charente limousine et de Roumazières-Loubert, elle est à cheval sur les communes de Genouillac et Nieuil, et doit son existence à sa situation routière et ferroviaire entre Angoulême et Limoges et à l'implantation d'une importante tuilerie à la fin du XIXe siècle.

## Géographie

### Localisation et accès
Fontafie est situé sur la route nationale 141, qui est aussi la route Centre-Europe Atlantique, route de Saintes à Clermont-Ferrand entre Angoulême et Limoges, à 37 km au nord-est d'Angoulême et 3 km au sud-est de Saint-Claud, le chef-lieu de canton.
Fontafie est plus précisément à 4 km à l'ouest de Roumazières-Loubert et 8 km au nord-est de Chasseneuil.
Fontafie est aussi le point de départ de l'ancienne route nationale 739 qui allait à Rochefort, renommée en D.739 et qui bifurque de la N.141.
Elle possédait aussi une halte sur la voie ferrée d'Angoulême à Limoges qui passe près de la tuilerie.
La D.86 relie aussi la route nationale au bourg de Genouillac, traverse la voie ferrée et desservait l'usine.

## Histoire
L'agglomération de Fontafie est née de son industrie tuilière due aux voies de communication et à la présence d'argile (bassin de Roumazières).

### La tuilerie Perrusson
En 1880, l'industriel bourguignon Jean-Marie Perrusson crée à Fontafie la tuilerie Perrusson, peu après l'arrivée du chemin de fer. En 1900, le patron devient Dominique Audoin, maire de Genouillac, qui laisse la place à son fils Jean en 1937. En 1957, Philippe Audoin reprend la direction.
En 1963, la Grande tuilerie mécanique Perrusson (GTMP) s'associe avec les Grandes tuileries et briqueteries (GTB, de Guy Rohmer) à Loubert et devient d'abord la Sodima, puis la Céramique du Midi Perrusson-Rohmer (CMPR) en 1968. La production en 1972 était de 600 000 tonnes.
En 1988 la production est transférée à l'unité de Loubert et l'usine de Fontafie est fermée.

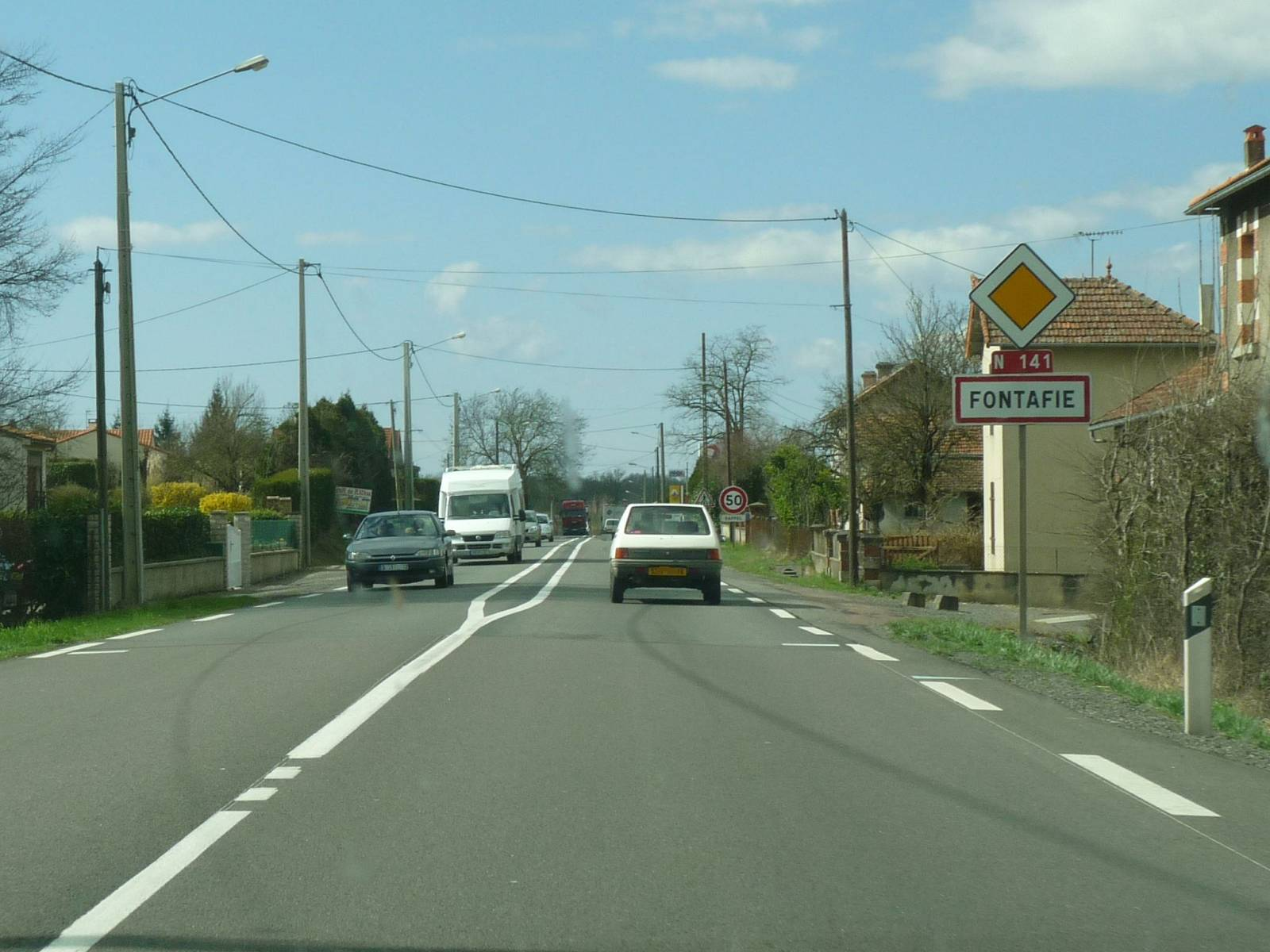
La N.141 à Fontafie.
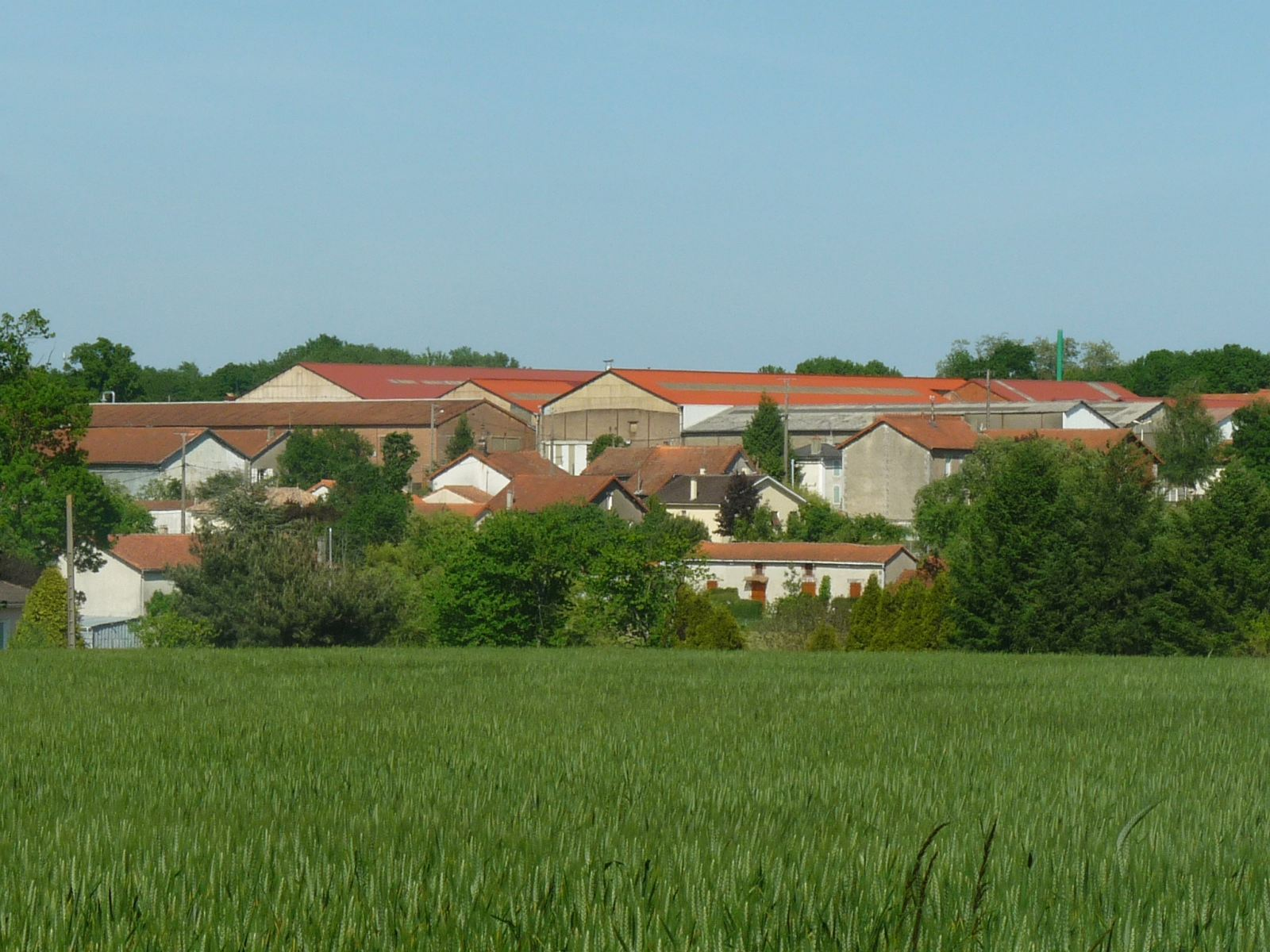
L'ancienne tuilerie Perrusson vue du sud-ouest.
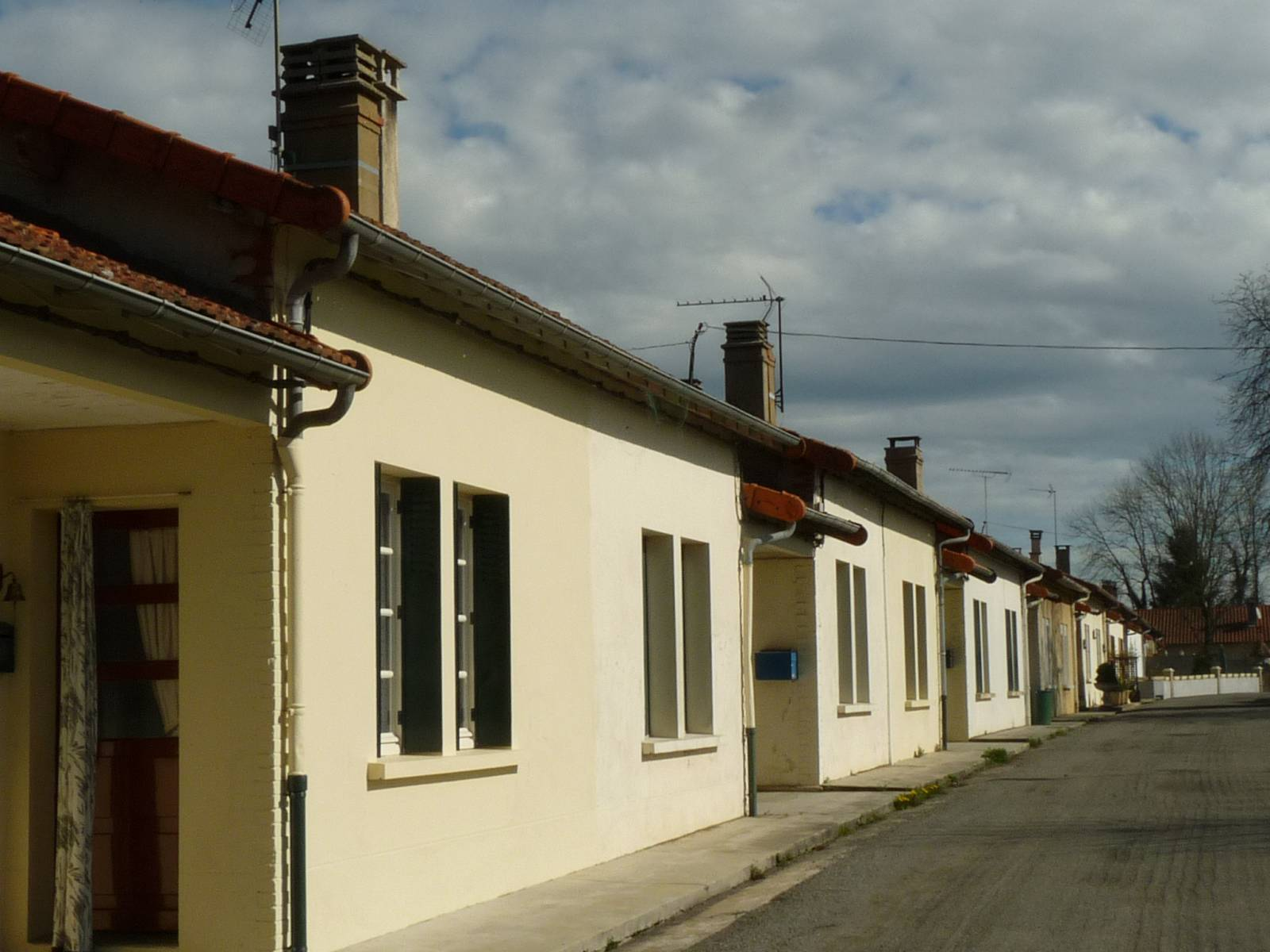
Maisons ouvrières.

Un élevage de visons, situé à Beauregard a existé depuis les années 1980. La société Visons de Beauregard (SARL) puis Elevage de Beauregard est née en 1995, et comptait onze employés en 2007. Elle a cessé son activité en 2023.

## Économie
- Une usine de fabrication d'agglomérés en béton, située en face de l'ancienne tuilerie[8].

## Équipements, services et vie locale

### Enseignement
L'école primaire est située entre Fontafie et Genouillac. Elle comporte cinq classes et accueille les enfants de la maternelle au CM2. Le secteur du collège est Roumazières-Loubert.